# Dundee (Michigan)
Dundee – wieś w Stanach Zjednoczonych, w stanie Michigan, w hrabstwie Monroe.